# L'italiano (Annalisa Minetti e Jonathan Cilia Faro)
L'italiano è un singolo della cantautrice italiana Annalisa Minetti e del tenore Jonathan Cilia Faro, pubblicato il 25 giugno 2021. Si tratta della cover versione duetto del brano di Toto Cutugno.

## Descrizione
La versione di Annalisa Minetti e Jonathan Cilia Faro è la prima versione incisa del brano. Annalisa Minetti aveva già eseguito live il brano insieme a Toto Cutugno durante la seconda edizione di Ora o mai più su Rai 1 nel 2019.
Il brano è stato arrangiato da Vincenzo Fontes ed ha il mix di Vincenzo Cavalli.
Il 25 giugno 2021 viene pubblicato anche il video musicale del singolo per la regia di Sebastiano Rizzo dalla durata di 5 minuti e 22 secondi.

## Tracce
1. L'italiano – 4:57 (testo: Cristiano Minellono – musica: Toto Cutugno)